# Ramazan Gadzhimuradov
Ramazan Irbaykhanovich Gadzhimuradov (tiếng Nga: Рамазан Ирбайханович Гаджимурадов; sinh ngày 9 tháng 1 năm 1998) là một cầu thủ bóng đá người Nga thi đấu cho FC Veles Moskva.

## Sự nghiệp câu lạc bộ
Anh có màn ra mắt tại Giải bóng đá chuyên nghiệp quốc gia Nga cho FC Veles Moskva vào ngày 19 tháng 7 năm 2017 trong trận đấu với F.K. Spartak Kostroma.